# Forst (Suiza)
Forst fue hasta el 31 de diciembre de 2006 una comuna independiente del cantón de Berna, Suiza. Actualmente es una localidad. 
A partir del 1 de enero de 2007 entró en vigor la fusión de las comunas de Forst y Längenbühl en la nueva comuna de Forst-Längenbühl, en el distrito de Thun.
- Datos: Q689599
- Multimedia: Forst BE / Q689599